# Stuttgarter Schlosskonzerte
Die Stuttgarter Schlosskonzerte sind eine Kammermusik-Konzertreihe.
Konzertveranstalter ist die in München und Garmisch-Partenkirchen ansässige Kulturgipfel GmbH. Die Musikverstaltung wurde von dem Kulturmanager Jochen Gnauert initiiert. Jährlich werden mit 15 Konzerten nach Angaben des Veranstalters gut 5000 Besucher erreicht.
Die Konzerte finden seit März 2006 im Weißen Saal des Neuen Schlosses in Stuttgart statt, der durch seine Architektur und Akustik besonders für klassische Konzerte geeignet ist. Alle Konzerte sind moderiert. Die Programmauswahl konzentriert sich auf Kammermusikwerke und Opern des Spätbarocks bis zum Ende des 19. Jahrhunderts.
Die am häufigsten aufgeführten Komponisten sind: Johann Strauss (jun.), Wolfgang Amadeus Mozart, Antonio Vivaldi, Giuseppe Verdi, Gioachino Rossini, Gaetano Donizetti und Johann Sebastian Bach. Unter anderem traten Lauren Francis, Sieglinde Zehetbauer, Daniel Fiolka (u. a. als Papageno in Die Zauberflöte sowie bei diversen Belcanto-Konzerten) und Christoph Soldan bei verschiedenen Konzerten auf.
Die Konzerte, die dem Kulturbereich ebenso wie dem Veranstaltungs-Tourismus zuzuordnen sind, werden hauptsächlich online über zahlreiche Ticket- und Veranstaltungsportale vermarktet, teilweise aber auch über die Tagespresse beworben.